# 糖尿病周邊神經病變
糖尿病周邊神經病變（Diabetic Peripheral Neuropathy, DPN）為一種糖尿病常見併發症。糖尿病所造成的高血糖症狀中的代謝疾病，會因為長期的代謝失調，影響改變許多器官結構的和其功能，主要與血管相關系統，進一步引起併發症如神經系統等。糖尿病周邊神經病變因為症狀繁多，其分類與診斷未完全統一，按照發生時間快慢，糖尿病神經病變可分為急性與慢性兩類：急性神經病變（acute neuropathy）和慢性感覺運動神經病變（chronic sensorimotor neuropathy）；依照疾病影響部位，可分為對稱性與非對稱性等症狀，其中慢性的遠端對稱性多發性神經病變（Distal Symmetric Polyneuropathy, DSPN）高達約75%，為最常見的糖尿病神經病變。
糖尿病周邊神經病變影響約50%的糖尿病病人，可能產生症狀包含：疼痛、麻刺，進一步可能導致不良於行、照護疏失導致足部潰瘍，增加日後截肢風險。第二型糖尿病的人口中約有60%其疼痛症狀是因為嚴重的神經病變引起的。其中足部病發症最常見的原因為糖尿病神經病變所造成，如：足部病變造成的截肢、行動上的障礙、同時也是最常見非創傷型的截肢原因。；然而有50%以上糖尿病周邊神經病變是可能沒有顯著病癥、症狀，或微小症狀被忽略，若沒有及早發現、預防以及足部照護不完整，病人常在不知覺得情況下造成足部損傷。

## 種類

### 發作時間分類

#### 急性神經病變
為非對稱多發性神經病變，發生時危及性或亞集性，具有嚴重疼痛的症狀，臨床上鮮少有徵兆，但通常伴隨著血糖的不穩定，或是血糖控制太快引起，當血糖控制穩定，或是透過適當的治療，疼痛的症狀往往有所改善，即使症狀嚴重，一般也能在一年內有效緩解。
整理比較
- 發作時間：相當快速
- 症狀：嚴重燒灼性疼痛，疼痛；體重減輕
- 疼痛程度：重度
- 徵兆：輕微的感覺異常
- 其他糖尿病併發症：罕有
- 電生理檢查：可能正常或輕微部正常
- 自然病史：12-18個月內可完全復原

#### 慢性感覺運動神經病變
為最普遍的糖尿病周邊神經病變，約有10%第二型糖尿病患者在確診時已具有此神經病變，但高達50%的病人可能無症狀，必須經由神經學上的檢測才能診斷，另有10-20%的病人有一些令人困擾的症狀，必須加以治療。
整理比較
- 發作時間：逐漸、隱扶地
- 症狀：燒灼性疼痛、麻木、體重減輕
- 疼痛程度：輕度~中度
- 徵兆：穿襪子和手套無感，喪失踝反射
- 其他糖尿病併發症：增加
- 電生理檢查：運動及感覺神經，傳導大多有異常
- 自然病史：間歇性症狀大多持續多年：存在足部潰瘍的風險

### 病變部位分類
- 對稱性多發性神經病變（Symmetric polyneuropathies）：包含DSPN（diabetic sensorimotor polyneuropathy；distal symmetric sensorimotor polyneuropathy）[1][2][12]。
- 非對稱性的局部/多部位性神經病變（focal/multifocal neuropathies)，包含糖尿病性肌肉萎縮（diabetic amyotrophy)；其中已SPN最常見，站糖尿病患的30%，一般而言，大部分的病人多為亞臨床（subclinical)DSPN，在臨床上症狀不明顯[1][2][12] 。

## 常見症狀
臨床上會因感受到燒灼痛、針刺般疼痛或麻木而求診。慢性糖尿病周邊神經病變的發生，通常會隨時間演變，通常以下肢最為明顯，有時嚴重會發生於手臂、手指等部位。症狀發生前可能會出現感知遲鈍，如穿襪、手套穿脫無感，喪失踝反射（ankle relfex）等徵兆；症狀發生後可透過神經生理與型態篩檢診斷 。
- 症狀：常見的感覺運動神經病變症狀，燒灼痛、針刺般疼痛、麻木
- 徵兆：對於觸碰、震動失去對稱性的遠端感知，喪失對針刺與溫度的感覺，有異感痛（allodynia）或過度痛感（hyperalgesia），踝反射明顯減少或喪失。
- 神經生理/型態測量：不正常的神經傳導（Nerve Conduction Study, NCS）小纖維神經病變（Small viber Neuropathy,SFN）[13]
- 共病症（comorbidities）：包含憂鬱、認知功能障礙症、自律神經病變（autonomic neuropathy）、周邊動脈疾病、心血管疾病、腎病變、視網膜病變、動脈中層鈣化（medial arterial calcificaiotion）與阻塞性睡眠呼吸中止症（Obstructive Sleep Apnes, OSA）[14]。

持續異痛感與過度痛感發生會嚴重影響生活品質，諸如：睡眠、情緒（焦慮、憂鬱）、休閒活動等。DSPN由於大小神經纖維的異常惡化，患者跌倒受傷、骨折的風險也會因此增加。晚期後遺症（late sequelae）包含足部潰瘍、夏科氏神經性關節病變（Charcot neuroarthropathy）、或甚至截肢，諸多病例多半都是可預防性的；慢性DPN發生率會隨著年齡和糖尿病病程增加，且容易在血糖控制欠數年後被診斷發現。